# Lindsey Vonn
Lindsey Caroline Vonn, nata Kildow (Saint Paul, 18 ottobre 1984), è una sciatrice alpina statunitense.
Sciatrice polivalente, è stata l'atleta di punta della nazionale statunitense degli anni 2000 e 2010. Nel suo palmarès vanta, tra l'altro, un oro olimpico, due ori iridati, quattro Coppe del Mondo generali e sedici di specialità; con 82 successi è la seconda sciatrice più vincente della storia dello sci alpino, dietro alla sola Mikaela Shiffrin, e tra i pochi atleti ad avere vinto almeno una gara di Coppa del Mondo in ognuna delle specialità della disciplina. Ritiratasi nel 2019, è tornata alle gare nel 2024.
Fino alla stagione 2006-2007 ha gareggiato come Lindsey Kildow. Dopo il matrimonio con l'ex sciatore Thomas Vonn, il 29 settembre 2007, ha adottato il cognome del marito e dalla stagione 2007-2008 si è iscritta alle liste FIS come "Lindsey Vonn". Il 27 novembre 2011 ha annunciato la separazione dal marito, ma ha comunque continuato a utilizzare il cognome Vonn.

## Biografia
È nata a Saint Paul, nel Minnesota, con il nome di Lindsey Caroline Kildow; è figlia di Alan Lee Kildow, sciatore che vinse un titolo nazionale juniores prima di ritirarsi a causa di un infortunio al ginocchio subìto a diciotto anni; è cresciuta nell'area metropolitana di Twin Cities, a Burnsville.
Ha iniziato a praticare lo sci dall'età di due anni; durante l'infanzia si è trasferita con la famiglia a Vail, importante stazione sciistica del Colorado. Ha seguito il rinomato programma di sviluppo di Erich Sailer a Burnsville, vivaio anche della campionessa di slalom Kristina Koznick. A nove anni conobbe la campionessa olimpica Picabo Street, che considera come eroe e modello; si è formata presso l'University of Missouri High School.

### Stagioni 1999-2002
Si è messa in luce al Trofeo Topolino, competizione che si teneva annualmente in Italia, vincendo nel 1999 la gara di slalom speciale. Nello stesso anno, il 14 novembre, ha esordito in Nor-Am Cup prendendo parte allo slalom speciale di Breckenridge, senza terminare la seconda manche; meno di un mese dopo, il 18 dicembre a Mont-Tremblant, ha colto nella medesima specialità il suo primo podio nel circuito continentale nordamericano (2ª). Ha esordito in Coppa Europa l'8 gennaio 2000 a Rogla, senza concludere lo slalom gigante in programma.
In Coppa del Mondo ha esordito il 18 novembre 2000 nello slalom speciale di Park City senza qualificarsi per la seconda manche; pochi giorni dopo, il 26 novembre ad Aspen, ha vinto la sua prima gara di Nor-Am Cup, un supergigante. Nella stagione successiva, dopo aver colto il 15 dicembre 2001 a Val-d'Isère in supergigante i suoi primi punti in Coppa del Mondo (26ª), ha debuttato ai Giochi olimpici invernali: a Salt Lake City 2002 si è classificata 32ª nello slalom speciale e 6ª nella combinata.

### Stagioni 2003-2005
Il 28 gennaio 2003 ha ottenuto a Megève in discesa libera il suo primo podio in Coppa Europa (3ª); in seguito ai Mondiali juniores del Briançonnais nella medesima specialità si è aggiudicata la medaglia d'argento. Nella stagione 2003-2004 ha conquistato il suo primo podio in Coppa del Mondo, classificandosi al terzo posto nella discesa libera di Cortina d'Ampezzo del 18 gennaio, e ha preso parte ai Mondiali juniores di Maribor, vincendo la medaglia d'argento nella discesa libera e la medaglia di bronzo nello slalom gigante.
Il 3 dicembre 2004 ha colto la sua prima vittoria in Coppa del Mondo, nella discesa libera di Lake Louise; ha quindi esordito ai Campionati mondiali: nella rassegna iridata di Bormio/Santa Caterina Valfurva è stata 4ª nella discesa libera, 9ª nel supergigante, 4ª nella combinata e non ha concluso lo slalom gigante. Dopo aver ottenuto altri 5 podi oltre alla vittoria di Lake Louise, ha chiuso la stagione 2004-2005 al 6º posto nella classifica generale di Coppa del Mondo, suo primo piazzamento tra le prime dieci.

### Stagioni 2006-2008

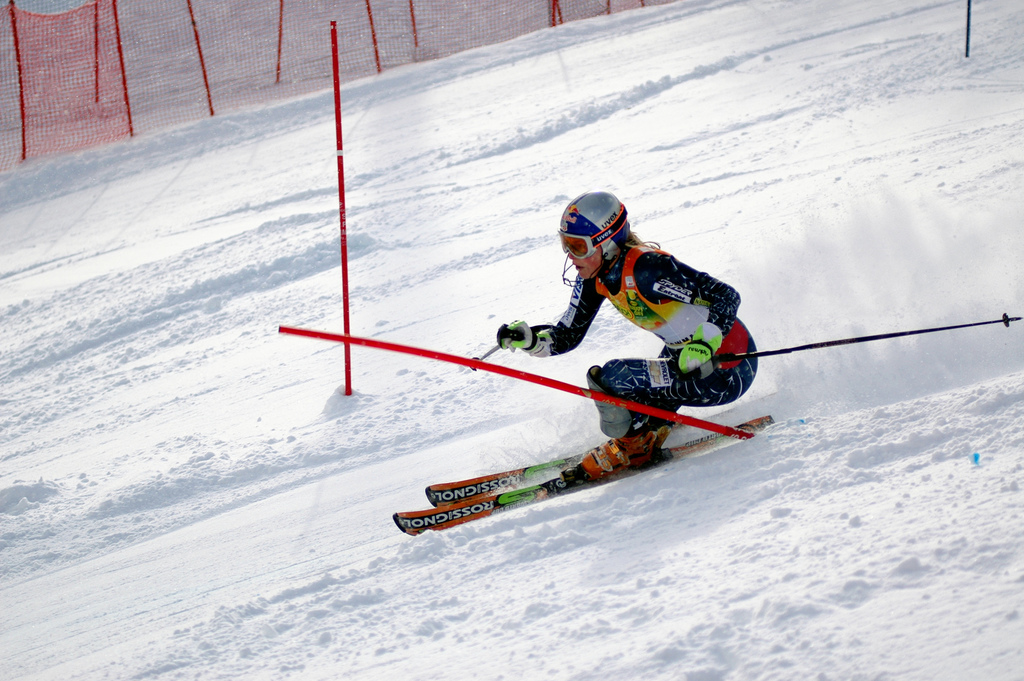
Lindsey Vonn in gara ad Aspen il 26 novembre 2006

Ai XX Giochi olimpici invernali di Torino 2006 si è iscritta a tutte le gare in programma, classificandosi 8ª nella discesa libera, 7ª nel supergigante, 14ª nello slalom speciale e non completando la combinata, mentre nello slalom gigante non ha preso il via. Al termine della stagione 2005-2006 si è classificata 5ª nella graduatoria generale, 2ª in quella di discesa libera e 3ª in quella di combinata; i suoi podi sono stati 6, con 3 vittorie. Ai Mondiali di Åre del 2007 si è aggiudicata la medaglia d'argento sia nella discesa libera sia nel supergigante, mentre non ha portato a termine la supercombinata.
In Coppa del Mondo, dopo aver ottenuto 8 podi con 3 vittorie, è risultata 6ª nella graduatoria generale e 3ª in quelle di discesa libera e di supergigante. Nell'edizione 2007-2008 della Coppa del Mondo si è aggiudicata la graduatoria generale (seconda statunitense a vincere la coppa di cristallo, venticinque anni dopo Tamara McKinney) con 1.403 punti, 6 successi e altri 4 podi; ha vinto inoltre la sua prima Coppa del Mondo di discesa libera. Nel 2008 la Coppa generale maschile è stata vinta dal suo compagno di squadra Bode Miller: così, per la seconda volta nella storia della Coppa del Mondo, due atleti statunitensi hanno vinto il trofeo generale lo stesso anno (nel 1983 oltre alla McKinney aveva vinto anche Phil Mahre).

### Stagioni 2009-2010
La Vonn è stata protagonista assoluta del Circo bianco anche per tutta la stagione 2008-2009; il 15 novembre 2008 con la vittoria nello slalom speciale di Levi ha colto la sua prima vittoria in una specialità tecnica. Nel febbraio successivo ha partecipato ai Mondiali di Val-d'Isère, dove ha vinto due medaglie d'oro, nella discesa libera e nel supergigante; non ha invece completato lo slalom speciale e la supercombinata. Nel corso dei festeggiamenti per le medaglie conquistate si è ferita lacerandosi il tendine del pollice della mano destra, tentando di aprire una bottiglia di spumante utilizzando la lamina di uno dei suoi sci. Il 22 febbraio è diventata la statunitense più vittoriosa nel massimo circuito internazionale, grazie alla sua 19ª vittoria ottenuta in supergigante a Tarvisio. La settimana seguente ha conquistato a Bansko, con una gara di anticipo, la sua seconda Coppa del Mondo di discesa libera. Durante le finali di Åre ha infine coronato la stagione vincendo la sua seconda Coppa del Mondo assoluta, con 1.788 punti, 16 podi e 9 successi, e la sua prima Coppa del Mondo di supergigante.

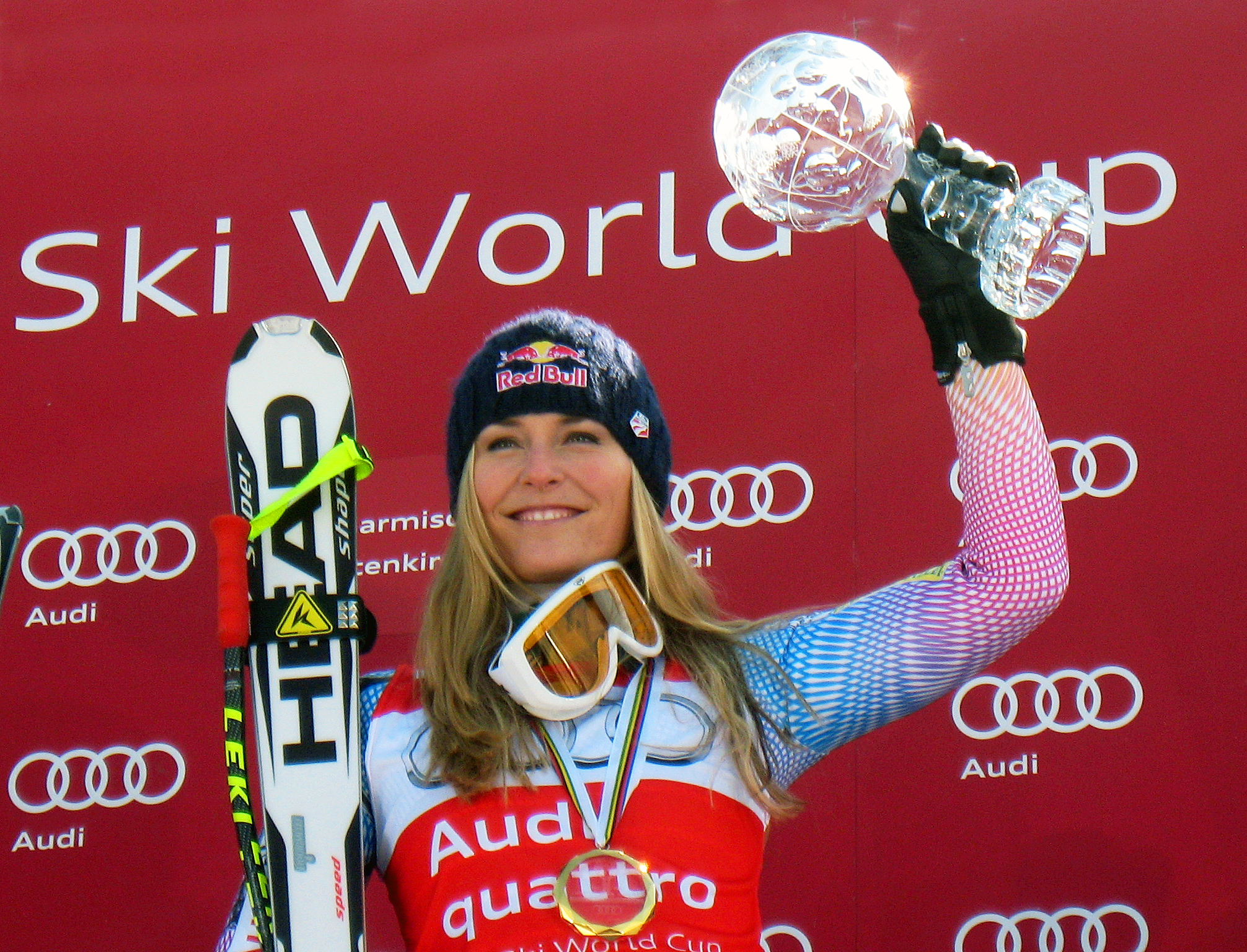
Lindsey Vonn con la coppa di cristallo vinta nel 2010 in discesa libera

Durante il 2009-2010 ha eguagliato il record di sei successi consecutivi in gare veloci e nel fine settimana di gare tenutesi a Haus (8-10 gennaio 2010) ha vinto tre gare in tre giorni (due discese libere e un supergigante), impresa riuscita solamente a pochi atleti nella storia. Ai XXI Giochi olimpici invernali di Vancouver 2010, nonostante una contusione alla tibia destra riportata in allenamento, la Vonn ha vinto il 17 febbraio la medaglia d'oro nella discesa libera, prima statunitense ad aggiudicarsi questo titolo. Pochi giorni dopo ha conquistato inoltre il bronzo nel supergigante, nella prova vinta da Andrea Fischbacher davanti a Tina Maze; non ha invece concluso lo slalom gigante, lo slalom speciale e la supercombinata. Il 12 marzo, vincendo l'ultimo supergigante della stagione nel corso delle finali di Garmisch-Partenkirchen, ha conquistato la sua terza Coppa del Mondo assoluta con 1.671 punti, 11 successi e 17 podi, precedendo in classifica la tedesca Maria Riesch per il secondo anno consecutivo. Il titolo assoluto ha fatto seguito a quelli già conquistati in discesa libera, in supergigante e in combinata. La vittoria del 12 marzo è stata inoltre la sua 33ª in Coppa del Mondo e le ha permesso di superare Miller, diventando l'atleta più vittoriosa nella storia sciistica statunitense.

### Stagioni 2011-2012

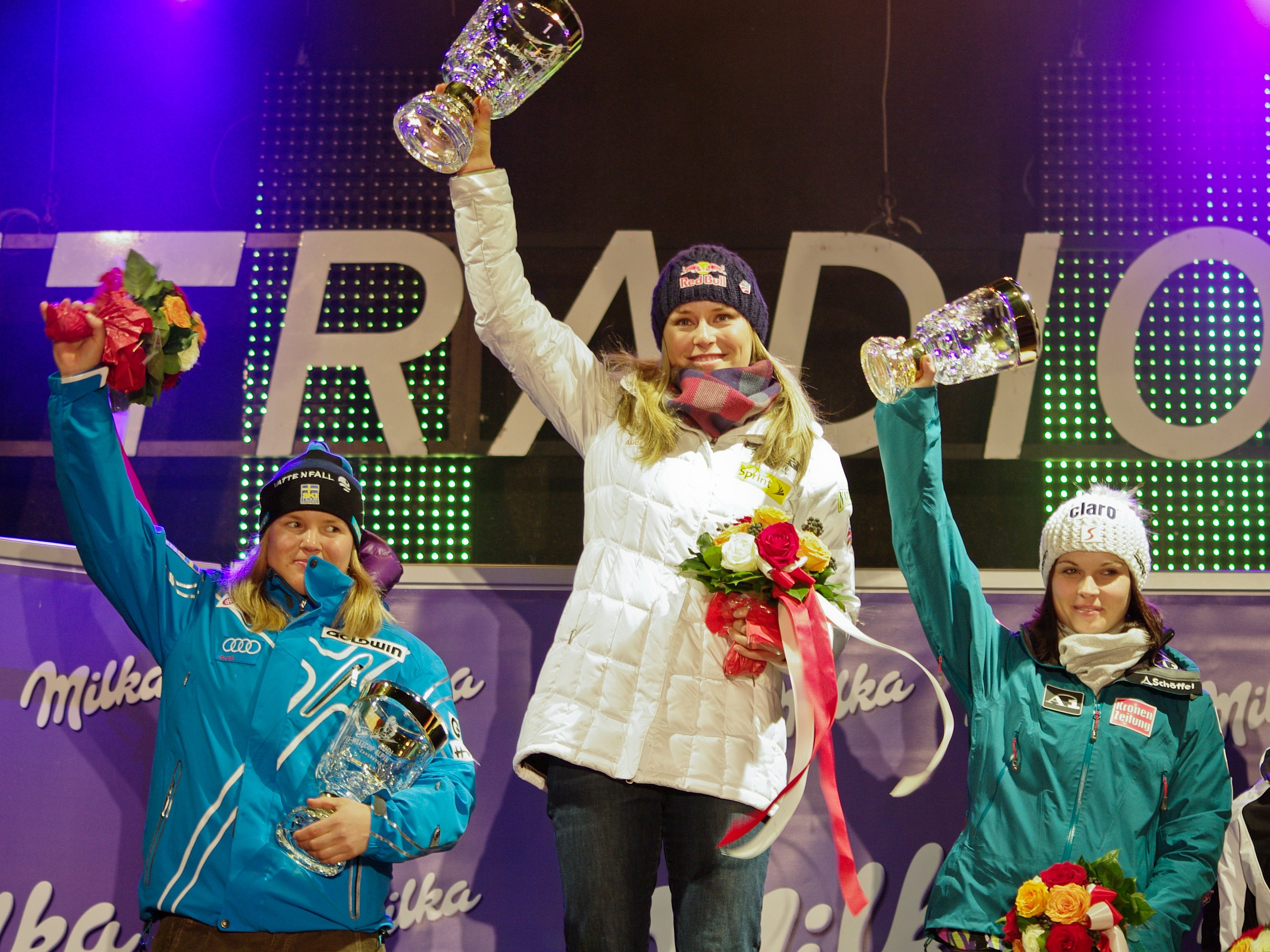
Lindsey Vonn sul gradino più alto del podio della discesa libera di Altenmarkt-Zauchensee del 2011, tra Anja Pärson (a sinistra) e Anna Fenninger (a destra)

Nel 2011 ha vinto la sua quinta medaglia mondiale conquistando l'argento nella discesa libera della rassegna iridata di Garmisch-Partenkirchen, dove è stata anche 7ª nel supergigante e non ha completato la supercombinata. Ha terminato la stagione di Coppa del Mondo con 1.725 punti, 16 podi e 8 successi, bissando le tre Coppe di specialità dell'anno precedente ma venendo superata in classifica generale di 3 punti dalla Riesch.
Il 22 ottobre, con la vittoria nello slalom gigante d'apertura della stagione 2011-2012 sul ghiacciaio di Sölden, è entrata a far parte del ristretto gruppo di sciatrici che sono state in grado di ottenere successi in tutte le specialità. Nel primo fine settimana di dicembre a Lake Louise ha bissato l'impresa, riuscitale nel 2010, di vincere tre gare in tre giorni consecutivi (due discese libere e un supergigante). Il 18 febbraio successivo con il terzo posto della discesa libera di Soči Krasnaja Poljana si è aggiudicata con largo anticipo la sua quinta Coppa consecutiva di discesa libera e il giorno successivo ha vinto matematicamente anche quella di combinata. Il 26 febbraio, con la vittoria nel supergigante di Bansko è diventata l'atleta più vincente nella storia di questa specialità, con 18 successi. Il 9 marzo, con la vittoria nello slalom gigante di Åre, ha conquistato la sua quarta Coppa del Mondo generale e il 15 marzo ha ottenuto anche la Coppa di supergigante. I risultati della stagione portano il totale delle sue Coppe di specialità a 12, primato in ambito femminile. Ha terminato la stagione con 17 podi (12 le vittorie) e 1.980 punti in classifica generale, superando in questo modo il record in ambito femminile stabilito dalla croata Janica Kostelić nella stagione 2006 con 1.975 punti.

### Stagioni 2013-2014
Nel 2012-2013, dopo aver saltato alcune gare di inizio stagione a causa di un ricovero in ospedale, la Vonn è tornata a gareggiare regolarmente a partire dal supergigante di Aspen del 24 novembre. Nel fine settimana di Lake Louise del 30 novembre-2 dicembre è riuscita per la terza volta in carriera (la seconda a Lake Louise) a vincere tre gare in tre giorni: con questi successi ha superato, arrivando a quota 56, le vittorie della sciatrice svizzera Vreni Schneider, salendo al secondo posto nella classifica del maggior numero di vittorie nella Coppa del Mondo femminile. La stagione della Vonn si è conclusa il 5 febbraio nel superigante dei Mondiali di Schladming, gara inaugurale della rassegna: cadendo rovinosamente si è provocata un grave infortunio alla gamba destra, riportando la frattura del piatto tibiale laterale, la rottura del legamento crociato anteriore e la rottura del collaterale mediale. Nonostante l'assenze la Vonn si è comunque aggiudicata la sua sesta Coppa di discesa libera consecutiva, superando per un solo punto la slovena Maze e diventando la prima atleta capace di conquistare sei trofei consecutivi nella stessa specialità (solo lo svedese Ingemar Stenmark, in campo maschile, è riuscito a fare meglio, con sette Coppe di specialità consecutive). In classifica generale è stata 8ª, con 6 podi (tutte vittorie).
È rientrata dall'infortunio il 6 dicembre 2013 a Lake Louise, ma il 21 dicembre nella discesa libera di Val-d'Isère ha subito un nuovo infortunio al ginocchio destro, compromettendo così la sua partecipazione ai XXII Giochi olimpici invernali di Soči 2014 e alla Coppa del Mondo.

### Stagioni 2015-2016
Rientrata in attività dopo quasi un anno, con l'8º posto nella discesa libera di Lake Louise del 5 dicembre 2014, è tornata a vincere una gara il giorno dopo, sulla stessa pista e sempre in discesa libera. Il 18 gennaio 2015 ha eguagliato il record di 62 vittorie in Coppa del Mondo detenuto da Annemarie Moser-Pröll vincendo la discesa libera di Cortina d'Ampezzo; il giorno dopo ha vinto anche il supergigante, nella medesima località, diventando così la sciatrice — all'epoca — più vittoriosa in Coppa del Mondo con 63 gare conquistate: avrebbe mantenuto tale primato fino al 2023, quando è stato superato dalla connazionale Mikaela Shiffrin. Ai successivi Mondiali di Vail/Beaver Creek si è aggiudicata la medaglia di bronzo nel supergigante, mentre nella discesa libera si è piazzata al 5º posto, nello slalom gigante al 14º e non ha concluso la combinata. Il 18 marzo, vincendo la discesa libera di Méribel, ha conquistato la sua settima Coppa del Mondo di specialità, eguagliando il primato della Moser-Pröll. Il giorno seguente si è aggiudicata sulla stessa pista anche il supergigante, vincendo per la quinta volta la Coppa di specialità ed eguagliando questa volta il record di Katja Seizinger. Con quel successo, inoltre, la Vonn ha raggiunto l'austriaco Hermann Maier a quota 24 vittorie in supergigante e ha eguagliato la Moser-Pröll come numero di podi ottenuti (113). Nella classifica generale della Coppa del Mondo 2015 è risultata 3ª, con 10 podi (8 le vittorie).
Il 6 dicembre 2015 con la vittoria nel supergigante di Lake Louise è diventata l'atleta più vincente in Coppa del Mondo nella specialità; nel prosieguo della stagione, il 23 gennaio 2016, con la vittoria nella discesa libera di Cortina d'Ampezzo ha stabilito un altro record diventando l'atleta più vincente, nella storia della Coppa del Mondo, nella specialità. Il 20 febbraio 2016 si è aggiudicata la sua ottava Coppa del Mondo di discesa libera, superando così un altro record detenuto dalla Moser-Pröll; a fine stagione il suo vantaggio sulla seconda classificata, la svizzera Fabienne Suter, sarebbe stato di 117 punti. Durante il supergigante di Soldeu del 27 febbraio la Vonn è caduta riportando un infortunio che l'ha costretta a chiudere anticipatamente la stagione, rinunciando così alla rincorsa della sua quinta sfera di cristallo; si è comunque piazzata al secondo posto nella classifica generale, superata dalla svizzera Lara Gut di 287 punti, e al terzo in quella di supergigante. I suoi podi stagionali sono stati tredici, con nove vittorie.

### Stagioni 2017-2019
Ai Mondiali di Sankt Moritz 2017 ha vinto la medaglia di bronzo nella discesa libera, si è classificata 5ª nella combinata e non ha completato il supergigante. Ai XXIII Giochi olimpici invernali di Pyeongchang 2018, sua ultima presenza olimpica, ha vinto la medaglia di bronzo nella discesa libera, si è classificata 6ª nel supergigante e non ha completato la combinata. Il 14 marzo successivo ha ottenuto ad Åre, in discesa libera, la sua ultima vittoria in Coppa del Mondo e il giorno successivo, in supergigante, il suo ultimo podio nel circuito (3ª) prima del ritiro.
Il 20 gennaio 2019 ha disputato la sua ultima gara di Coppa del Mondo prima del ritiro, il supergigante di Cortina d'Ampezzo, che non ha completato. Ai successivi Mondiali di Åre 2019 non ha portato a termine il supergigante e la combinata e ha vinto la medaglia di bronzo nella discesa libera del 10 febbraio, ultima gara prima di annunciare il ritiro dall'attività agonistica.

### Stagione 2025
Nel novembre del 2024 ha comunicato la volontà di riprendere a gareggiare, dopo cinque anni di lontananza dalle piste; dopo aver disputato due discese libere FIS a Copper Mountain il 7 dicembre dello stesso anno, concluse al 24º e 27º posto, è tornata in Coppa del Mondo in occasione del supergigante di Sankt Moritz del 21 dicembre seguente, chiuso al 14º posto. Ai Mondiali di Saalbach-Hinterglemm 2025 ai Mondiali di Saalbach-Hinterglemm 2025 si è classificata 15ª nella discesa libera, 16ª nella combinata a squadre e e non ha completato il supergigante; il 23 marzo seguente è tornata sul podio in Coppa del Mondo, nel supergigante disputato a Sun Valley (2ª), tornando sul podio dopo sette anni.

## Palmarès

### Olimpiadi
- 3 medaglie:

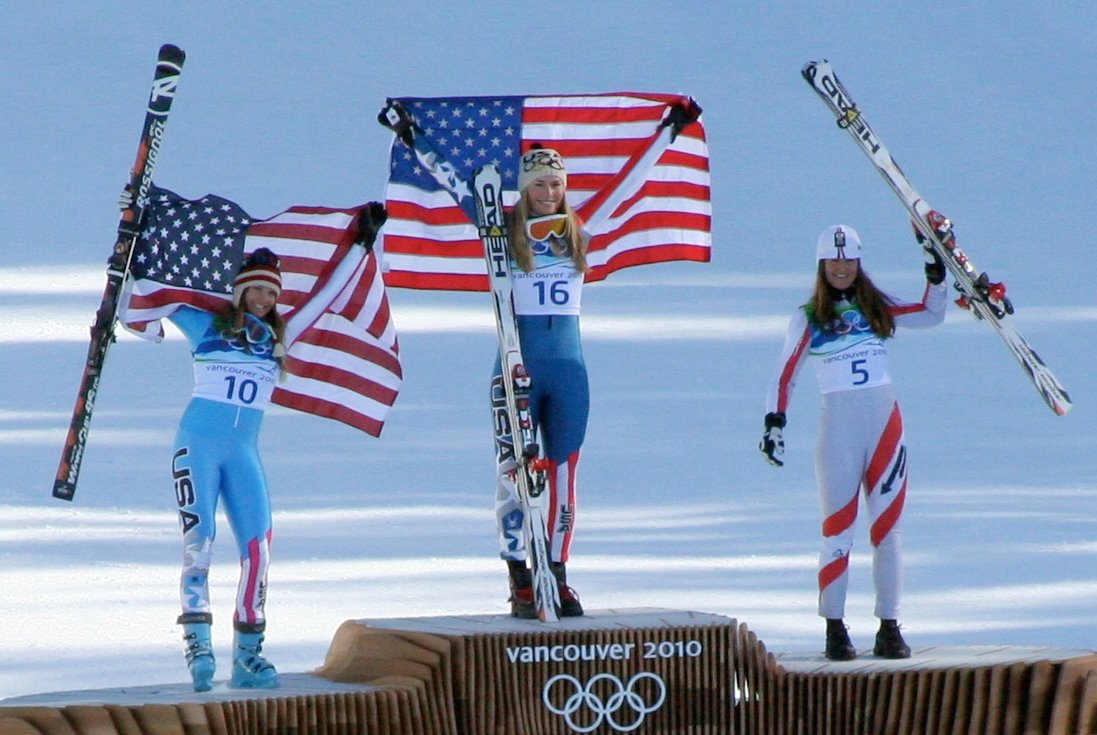
Lindsey Vonn (oro, al centro) sul podio della discesa libera di, con Julia Mancuso (argento, a sinistra) ed Elisabeth Görgl (bronzo, a destra)

  - 1 oro (discesa libera a Vancouver 2010)
  - 2 bronzi (supergigante a Vancouver 2010; discesa libera a Pyeongchang 2018)

### Mondiali
- 8 medaglie:
  - 2 ori (discesa libera, supergigante a Val-d'Isère 2009)
  - 3 argenti (discesa libera, supergigante a Åre 2007; discesa libera a Garmisch-Partenkirchen 2011)
  - 3 bronzi (supergigante a Vail/Beaver Creek 2015; discesa libera a Sankt Moritz 2017; discesa libera a Åre 2019)

### Mondiali juniores
- 3 medaglie:
  - 2 argenti (discesa libera a Briançonnais 2003; discesa libera a Maribor 2004)
  - 1 bronzo (slalom gigante a Maribor 2004)

### Coppa del Mondo

Lindsey Vonn il 14 marzo 2010 con alcuni dei trofei vinti fino a quel momento: otto coppe di cristallo e le due medaglie olimpiche di

- Vincitrice della Coppa del Mondo nel 2008, nel 2009, nel 2010 e nel 2012
- Vincitrice della Coppa del Mondo di discesa libera nel 2008, nel 2009, nel 2010, nel 2011, nel 2012, nel 2013, nel 2015 e nel 2016
- Vincitrice della Coppa del Mondo di supergigante nel 2009, nel 2010, nel 2011, nel 2012 e nel 2015
- Vincitrice della Coppa del Mondo di combinata nel 2010, nel 2011 e nel 2012
- 138 podi:
  - 82 vittorie
  - 36 secondi posti
  - 20 terzi posti

#### Coppa del Mondo - vittorie
| Data             | Località               | Paese       | Specialità |
| ---------------- | ---------------------- | ----------- | ---------- |
| 3 dicembre 2004  | Lake Louise            | Canada      | DH         |
| 3 dicembre 2005  | Lake Louise            | Canada      | DH         |
| 17 dicembre 2005 | Val-d'Isère            | Francia     | DH         |
| 3 marzo 2006     | Kvitfjell              | Norvegia    | SG         |
| 2 dicembre 2006  | Lake Louise            | Canada      | DH         |
| 20 dicembre 2006 | Val-d'Isère            | Francia     | DH         |
| 28 gennaio 2007  | San Sicario            | Italia      | SG         |
| 1º dicembre 2007 | Lake Louise            | Canada      | DH         |
| 21 dicembre 2007 | Sankt Anton am Arlberg | Austria     | DH         |
| 22 dicembre 2007 | Sankt Anton am Arlberg | Austria     | SC         |
| 19 gennaio 2008  | Cortina d'Ampezzo      | Italia      | DH         |
| 9 febbraio 2008  | Sestriere              | Italia      | DH         |
| 8 marzo 2008     | Crans-Montana          | Svizzera    | DH         |
| 15 novembre 2008 | Levi                   | Finlandia   | SL         |
| 5 dicembre 2008  | Lake Louise            | Canada      | DH         |
| 17 gennaio 2009  | Altenmarkt-Zauchensee  | Austria     | SC         |
| 30 gennaio 2009  | Garmisch-Partenkirchen | Germania    | SL         |
| 1º febbraio 2009 | Garmisch-Partenkirchen | Germania    | SG         |
| 22 febbraio 2009 | Tarvisio               | Italia      | SG         |
| 1º marzo 2009    | Bansko                 | Bulgaria    | SG         |
| 11 marzo 2009    | Åre                    | Svezia      | DH         |
| 12 marzo 2009    | Åre                    | Svezia      | SG         |
| 4 dicembre 2009  | Lake Louise            | Canada      | DH         |
| 5 dicembre 2009  | Lake Louise            | Canada      | DH         |
| 18 dicembre 2009 | Val-d'Isère            | Francia     | SC         |
| 8 gennaio 2010   | Haus                   | Austria     | DH         |
| 9 gennaio 2010   | Haus                   | Austria     | DH         |
| 10 gennaio 2010  | Haus                   | Austria     | SG         |
| 22 gennaio 2010  | Cortina d'Ampezzo      | Italia      | SG         |
| 23 gennaio 2010  | Cortina d'Ampezzo      | Italia      | DH         |
| 31 gennaio 2010  | Sankt Moritz           | Svizzera    | SG         |
| 6 marzo 2010     | Crans-Montana          | Svizzera    | DH         |
| 12 marzo 2010    | Garmisch-Partenkirchen | Germania    | SG         |
| 5 dicembre 2010  | Lake Louise            | Canada      | SG         |
| 18 dicembre 2010 | Val-d'Isère            | Francia     | DH         |
| 19 dicembre 2010 | Val-d'Isère            | Francia     | SC         |
| 8 gennaio 2011   | Altenmarkt-Zauchensee  | Austria     | DH         |
| 21 gennaio 2011  | Cortina d'Ampezzo      | Italia      | SG         |
| 23 gennaio 2011  | Cortina d'Ampezzo      | Italia      | SG         |
| 26 febbraio 2011 | Åre                    | Svezia      | DH         |
| 6 marzo 2011     | Tarvisio               | Italia      | SG         |
| 22 ottobre 2011  | Sölden                 | Austria     | GS         |
| 2 dicembre 2011  | Lake Louise            | Canada      | DH         |
| 3 dicembre 2011  | Lake Louise            | Canada      | DH         |
| 4 dicembre 2011  | Lake Louise            | Canada      | SG         |
| 7 dicembre 2011  | Beaver Creek           | Stati Uniti | SG         |
| 15 gennaio 2012  | Cortina d'Ampezzo      | Italia      | SG         |
| 27 gennaio 2012  | Sankt Moritz           | Svizzera    | SC         |
| 28 gennaio 2012  | Sankt Moritz           | Svizzera    | DH         |
| 4 febbraio 2012  | Garmisch-Partenkirchen | Germania    | DH         |
| 26 febbraio 2012 | Bansko                 | Bulgaria    | SG         |
| 9 marzo 2012     | Åre                    | Svezia      | GS         |
| 14 marzo 2012    | Schladming             | Austria     | DH         |
| 30 novembre 2012 | Lake Louise            | Canada      | DH         |
| 1º dicembre 2012 | Lake Louise            | Canada      | DH         |
| 2 dicembre 2012  | Lake Louise            | Canada      | SG         |
| 8 dicembre 2012  | Sankt Moritz           | Svizzera    | SG         |
| 19 gennaio 2013  | Cortina d'Ampezzo      | Italia      | DH         |
| 26 gennaio 2013  | Maribor                | Slovenia    | GS         |
| 6 dicembre 2014  | Lake Louise            | Canada      | DH         |
| 20 dicembre 2014 | Val-d'Isère            | Francia     | DH         |
| 18 gennaio 2015  | Cortina d'Ampezzo      | Italia      | DH         |
| 19 gennaio 2015  | Cortina d'Ampezzo      | Italia      | SG         |
| 25 gennaio 2015  | Sankt Moritz           | Svizzera    | SG         |
| 8 marzo 2015     | Garmisch-Partenkirchen | Germania    | SG         |
| 18 marzo 2015    | Méribel                | Francia     | DH         |
| 19 marzo 2015    | Méribel                | Francia     | SG         |
| 4 dicembre 2015  | Lake Louise            | Canada      | DH         |
| 5 dicembre 2015  | Lake Louise            | Canada      | DH         |
| 6 dicembre 2015  | Lake Louise            | Canada      | SG         |
| 12 dicembre 2015 | Åre                    | Svezia      | GS         |
| 9 gennaio 2016   | Altenmarkt-Zauchensee  | Austria     | DH         |
| 10 gennaio 2016  | Altenmarkt-Zauchensee  | Austria     | SG         |
| 23 gennaio 2016  | Cortina d'Ampezzo      | Italia      | DH         |
| 24 gennaio 2016  | Cortina d'Ampezzo      | Italia      | SG         |
| 6 febbraio 2016  | Garmisch-Partenkirchen | Germania    | DH         |
| 21 gennaio 2017  | Garmisch-Partenkirchen | Germania    | DH         |
| 16 dicembre 2017 | Val-d'Isère            | Francia     | SG         |
| 20 gennaio 2018  | Cortina d'Ampezzo      | Italia      | DH         |
| 3 febbraio 2018  | Garmisch-Partenkirchen | Germania    | DH         |
| 4 febbraio 2018  | Garmisch-Partenkirchen | Germania    | DH         |
| 14 marzo 2018    | Åre                    | Svezia      | DH         |

Legenda:

DH = discesa libera

SG = supergigante

GS = slalom gigante

SL = slalom speciale

SC = supercombinata

#### Coppa del Mondo - gare a squadre
- 1 podio:
  - 1 secondo posto

### Coppa Europa
- Miglior piazzamento in classifica generale: 36ª nel 2003
- 1 podio:
  - 1 terzo posto

### Nor-Am Cup
- Miglior piazzamento in classifica generale: 5ª nel 2000
- 9 podi:
  - 3 vittorie
  - 4 secondi posti
  - 2 terzi posti

#### Nor-Am Cup - vittorie
| Data             | Località     | Paese       | Specialità |
| ---------------- | ------------ | ----------- | ---------- |
| 26 novembre 2000 | Aspen        | Stati Uniti | SG         |
| 3 gennaio 2003   | Mont-Garceau | Canada      | GS         |
| 13 marzo 2003    | Panorama     | Canada      | SL         |

Legenda:

SG = supergigante

GS = slalom gigante

SL = slalom speciale

### Campionati statunitensi
- 12 medaglie[10][22][23]:
  - 6 ori (combinata nel 2003; supergigante, slalom speciale nel 2004; slalom speciale, combinata nel 2008; slalom speciale nel 2009)
  - 3 argenti (discesa libera nel 2000; discesa libera nel 2003; discesa libera nel 2008)
  - 3 bronzi (slalom speciale nel 2001; supergigante nel 2003; slalom gigante nel 2005)

## Statistiche

### Podi in Coppa del Mondo
| Stagione/Specialità | Discesa libera         | Discesa libera         | Discesa libera         | Supergigante           | Supergigante           | Supergigante           | Slalom gigante         | Slalom gigante         | Slalom gigante         | Slalom speciale        | Slalom speciale        | Slalom speciale        | Combinata              | Combinata              | Combinata              | Slalom parallelo       | Slalom parallelo       | Slalom parallelo       | Podi totali            |
| ------------------- | ---------------------- | ---------------------- | ---------------------- | ---------------------- | ---------------------- | ---------------------- | ---------------------- | ---------------------- | ---------------------- | ---------------------- | ---------------------- | ---------------------- | ---------------------- | ---------------------- | ---------------------- | ---------------------- | ---------------------- | ---------------------- | ---------------------- |
| Stagione/Specialità | 1º                     | 2º                     | 3º                     | 1º                     | 2º                     | 3º                     | 1º                     | 2º                     | 3º                     | 1º                     | 2º                     | 3º                     | 1º                     | 2º                     | 3º                     | 1º                     | 2º                     | 3º                     | Podi totali            |
| 2001                |                        |                        |                        |                        |                        |                        |                        |                        |                        |                        |                        |                        |                        |                        |                        |                        |                        |                        | 0                      |
| 2002                |                        |                        |                        |                        |                        |                        |                        |                        |                        |                        |                        |                        |                        |                        |                        |                        |                        |                        | 0                      |
| 2003                |                        |                        |                        |                        |                        |                        |                        |                        |                        |                        |                        |                        |                        |                        |                        |                        |                        |                        | 0                      |
| 2004                |                        |                        | 1                      |                        |                        |                        |                        |                        |                        |                        |                        |                        |                        |                        |                        |                        |                        |                        | 1                      |
| 2005                | 1                      | 1                      | 1                      |                        | 2                      | 1                      |                        |                        |                        |                        |                        |                        |                        |                        |                        |                        |                        |                        | 6                      |
| 2006                | 2                      | 1                      |                        | 1                      |                        | 1                      |                        |                        |                        |                        |                        |                        |                        |                        | 1                      |                        |                        |                        | 6                      |
| 2007                | 2                      | 1                      | 1                      | 1                      | 2                      |                        |                        |                        |                        |                        |                        |                        |                        | 1                      |                        |                        |                        |                        | 8                      |
| 2008                | 5                      | 2                      |                        |                        | 1                      |                        |                        |                        |                        |                        |                        |                        | 1                      |                        | 1                      |                        |                        |                        | 10                     |
| 2009                | 2                      | 2                      | 2                      | 4                      |                        |                        |                        |                        |                        | 2                      | 1                      | 1                      | 1                      | 1                      |                        |                        |                        |                        | 16                     |
| 2010                | 6                      | 1                      |                        | 4                      | 2                      | 1                      |                        |                        |                        |                        | 1                      |                        | 1                      |                        | 1                      |                        |                        |                        | 17                     |
| 2011                | 3                      | 3                      | 1                      | 4                      | 2                      |                        |                        |                        | 1                      |                        |                        |                        | 1                      | 1                      |                        |                        |                        |                        | 16                     |
| 2012                | 5                      | 1                      | 1                      | 4                      |                        |                        | 2                      | 1                      |                        |                        |                        |                        | 1                      | 1                      |                        |                        |                        | 1                      | 17                     |
| 2013                | 3                      |                        |                        | 2                      |                        |                        | 1                      |                        |                        |                        |                        |                        |                        |                        |                        |                        |                        |                        | 6                      |
| 2014                |                        |                        |                        |                        |                        |                        |                        |                        |                        |                        |                        |                        |                        |                        |                        |                        |                        |                        | 0                      |
| 2015                | 4                      |                        |                        | 4                      | 1                      | 1                      |                        |                        |                        |                        |                        |                        |                        |                        |                        |                        |                        |                        | 10                     |
| 2016                | 5                      | 1                      |                        | 3                      |                        | 2                      | 1                      |                        |                        |                        |                        |                        |                        | 1                      |                        |                        |                        |                        | 13                     |
| 2017                | 1                      | 2                      |                        | 1                      | 1                      |                        |                        |                        |                        |                        |                        |                        |                        |                        |                        |                        |                        |                        | 5                      |
| 2018                | 4                      | 1                      |                        | 1                      |                        | 1                      |                        |                        |                        |                        |                        |                        |                        |                        |                        |                        |                        |                        | 7                      |
| 2019                |                        |                        |                        |                        |                        |                        |                        |                        |                        |                        |                        |                        |                        |                        |                        |                        |                        |                        | 0                      |
| 2020                | stagione non disputata | stagione non disputata | stagione non disputata | stagione non disputata | stagione non disputata | stagione non disputata | stagione non disputata | stagione non disputata | stagione non disputata | stagione non disputata | stagione non disputata | stagione non disputata | stagione non disputata | stagione non disputata | stagione non disputata | stagione non disputata | stagione non disputata | stagione non disputata | stagione non disputata |
| 2021                | stagione non disputata | stagione non disputata | stagione non disputata | stagione non disputata | stagione non disputata | stagione non disputata | stagione non disputata | stagione non disputata | stagione non disputata | stagione non disputata | stagione non disputata | stagione non disputata | stagione non disputata | stagione non disputata | stagione non disputata | stagione non disputata | stagione non disputata | stagione non disputata | stagione non disputata |
| 2022                | stagione non disputata | stagione non disputata | stagione non disputata | stagione non disputata | stagione non disputata | stagione non disputata | stagione non disputata | stagione non disputata | stagione non disputata | stagione non disputata | stagione non disputata | stagione non disputata | stagione non disputata | stagione non disputata | stagione non disputata | stagione non disputata | stagione non disputata | stagione non disputata | stagione non disputata |
| 2023                | stagione non disputata | stagione non disputata | stagione non disputata | stagione non disputata | stagione non disputata | stagione non disputata | stagione non disputata | stagione non disputata | stagione non disputata | stagione non disputata | stagione non disputata | stagione non disputata | stagione non disputata | stagione non disputata | stagione non disputata | stagione non disputata | stagione non disputata | stagione non disputata | stagione non disputata |
| 2024                | stagione non disputata | stagione non disputata | stagione non disputata | stagione non disputata | stagione non disputata | stagione non disputata | stagione non disputata | stagione non disputata | stagione non disputata | stagione non disputata | stagione non disputata | stagione non disputata | stagione non disputata | stagione non disputata | stagione non disputata | stagione non disputata | stagione non disputata | stagione non disputata | stagione non disputata |
| 2025                |                        |                        |                        |                        | 1                      |                        |                        |                        |                        |                        |                        |                        |                        |                        |                        |                        |                        |                        | 1                      |
| Totale              | 43                     | 16                     | 7                      | 28                     | 12                     | 7                      | 4                      | 1                      | 1                      | 2                      | 2                      | 1                      | 5                      | 5                      | 3                      | 0                      | 0                      | 1                      | 138                    |
| Totale              | 66                     | 66                     | 66                     | 47                     | 47                     | 47                     | 6                      | 6                      | 6                      | 5                      | 5                      | 5                      | 13                     | 13                     | 13                     | 1                      | 1                      | 1                      | 138                    |

## Riconoscimenti
- Sportiva dell'anno del Comitato Olimpico degli Stati Uniti nel 2010[10][25]
- Sportiva dell'anno dei Laureus World Sports Awards nel 2011[10][26]